# Louis Mesnier
Pour les articles homonymes, voir Mesnier.

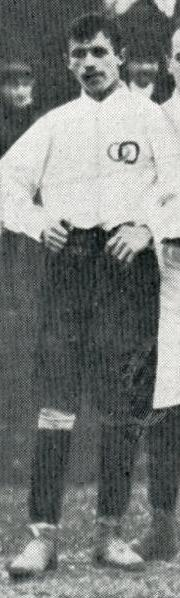
Louis Mesnier en novembre 1905 (sélection parisienne à Londres).

Louis Mesnier est un footballeur français né le 15 décembre 1884 à Angers et mort le 8 octobre 1921 à Paris 7e arrondissement.

## Biographie
Extérieur droit licencié au Cercle athlétique de Paris sur plus de seize saisons, Mesnier dispute le premier match de l'histoire de l'équipe de France de football le 1er mai 1904 à Bruxelles (3-3). Alors appelé sous les drapeaux, il se rend clandestinement en Belgique – tout comme Fernand Canelle et Pierre Allemane – et apparaît sur les comptes rendus du match sous le surnom de « Didi ». À la douzième minute de jeu, Mesnier est le premier Français à inscrire un but sous le maillot tricolore (blanc à l'époque), égalisant « d'un de ces shoots foudroyants dont il a le secret ».
Mesnier est l'auteur de 6 buts en 14 matches avec les Bleus, étant régulièrement sélectionné sur neuf années. Cette longévité lui permet de détenir, au soir du 29 octobre 1911, à la fois les records nationaux de sélections et de buts,.
Employé de commerce, Mesnier meurt à 36 ans à l'hôpital Laennec « après une longue et cruelle maladie ».

## Palmarès
Entre 1904 et 1920, le CA Paris remporte :
- la Coupe Marnier en 1905, 1906 et 1907 ;
- la Coupe Dewar en 1908 et 1910[9] ;
- le Championnat de Paris de l'USFSA en 1906 et 1909 ;
- le Trophée de France en 1911 et 1913[10] ;
- le Championnat de la LFA en 1911 et 1913 ;
- et enfin la Coupe de France en 1920 (3e édition, Mesnier étant alors âgé de 35 ans, comme arrière gauche) ;

Le club dispute aussi les finales :
- du Championnat de France de l'USFSA en 1906 et 1909[11] ;
- du Challenge international du Nord, en 1910.

## Matches de Louis Mesnier en équipe de France
| Date            | Stade                                       | Adversaire | Score | Compétition |
| 1er mai 1904    | Stade du Vivier d'Oie Bruxelles, Belgique   | Belgique   | N 3-3 | Amical      |
| 12 février 1905 | Parc des Princes Paris, France              | Suisse     | V 1-0 | Amical      |
| 7 mai 1905      | Stade du Vivier d'Oie Bruxelles, Belgique   | Belgique   | D 0-7 | Amical      |
| 22 avril 1906   | Stade de la Faisanderie Saint-Cloud, France | Belgique   | D 0-5 | Amical      |
| 10 mai 1908     | De Kuip Rotterdam, Pays-Bas                 | Pays-Bas   | D 1-4 | Amical      |
| 23 mars 1911    | Stade de Paris Saint-Ouen, France           | Angleterre | D 0-3 | Amical      |
| 9 avril 1911    | Stade de Paris Saint-Ouen, France           | Italie     | N 2-2 | Amical      |
| 23 avril 1911   | Stade des Charmilles Genève, Suisse         | Suisse     | D 2-5 | Amical      |
| 30 avril 1911   | Stade du Vivier d'Oie Bruxelles, Belgique   | Belgique   | D 1-7 | Amical      |
| 29 octobre 1911 | Stade du Racing Club Luxembourg, Luxembourg | Luxembourg | V 4-1 | Amical      |
| 28 janvier 1912 | Stade de Paris Saint-Ouen, France           | Belgique   | N 1-1 | Amical      |
| 18 février 1912 | Stade de Paris Saint-Ouen, France           | Suisse     | V 4-1 | Amical      |
| 17 mars 1912    | Campo Torino Turin, Italie                  | Italie     | V 4-3 | Amical      |
| 12 janvier 1913 | Stade de Paris Saint-Ouen, France           | Italie     | V 1-0 | Amical      |

## Buts internationaux
| # | Date            | Lieu                             | Adversaire | Résultat | Compétition  | But inscrit |
| - | --------------- | -------------------------------- | ---------- | -------- | ------------ | ----------- |
| 1 | 1er mai 1904    | Stade du Vivier d'Oie, Uccle     | Belgique   | 3-3      | Match amical | 1           |
| 2 | 23 avril 1911   | Stade des Charmilles, Genève     | Suisse     | 2-5      | Match amical | 1           |
| 4 | 29 octobre 1911 | Stade du Racing Club, Luxembourg | Luxembourg | 4-1      | Match amical | 2           |
| 5 | 18 février 1912 | Stade de Paris, Saint-Ouen       | Suisse     | 4-1      | Match amical | 1           |
| 6 | 17 mars 1912    | Campo Torino, Turin              | Italie     | 4-3      | Match amical | 1           |

## Galerie

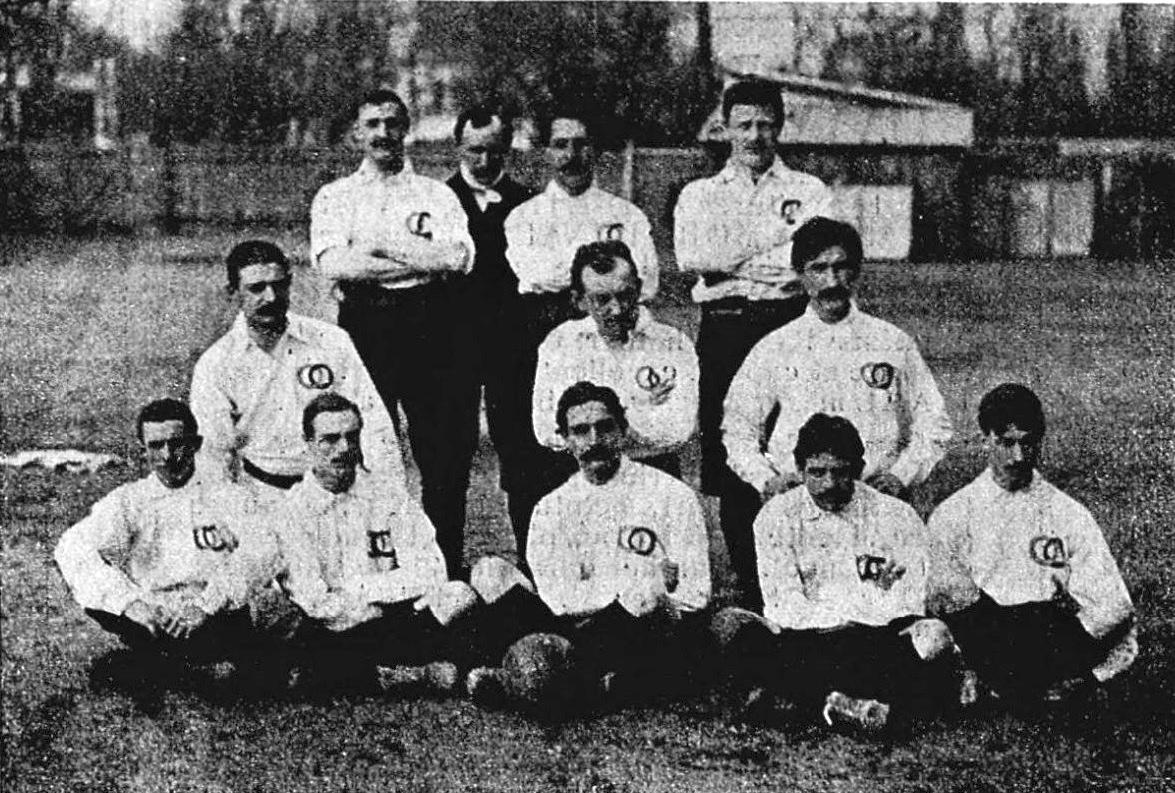
L'équipe de France USFSA le 13 mars 1904 au Parc des Princes face à Southampton[12]. Mesnier est accroupi à gauche.
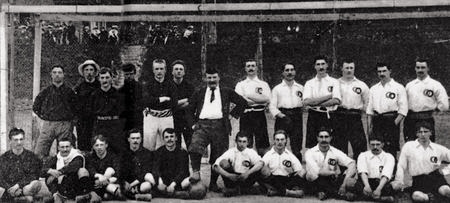
Les équipes de Belgique et de France le 1er mai 1904. Mesnier est le premier joueur maillot blanc assis.
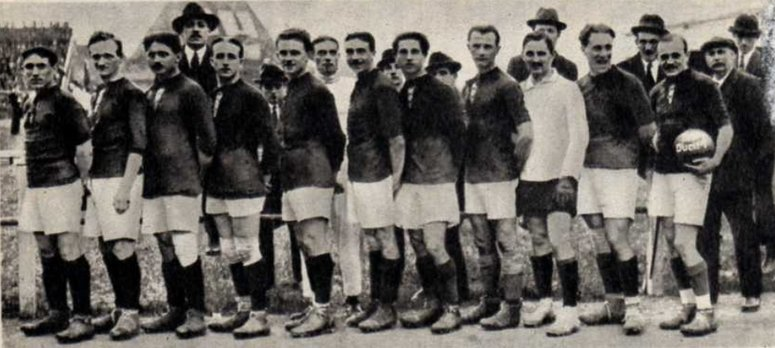
Le CA Paris vainqueur de la Coupe de France 1920 avec, de gauche à droite, Allègre, McDewitt, Mesnier, Dupé, Poullain, Bigué, Vanco, Gravier, Dreyfus, Pache et Bard (capitaine).